# Ваннік Олег Вікторович
Олег Вікторович Ваннік (народився 2 травня 1961 року) — громадський діяч, головний редактор газети "Не улетай", координатор національного проєкту "Вуличний футбол в Україні" та менеджер збірної України в чемпіонатах світу з футболу серед безпритульних.

## Життєпис
Народився 2 травня 1961 в Петропавловськ-Камчатський РРФСР. З 1967 року живе в місті Одеса.
У 1967 — 1977 роках навчався в Одеській середній школі №32. В 1977—1982 здобував освіту в Одеському технологічному інституті холодильної промисловості на факультеті кріогенної техніки. Отримав спеціальність інженера кріофізика.
З 2002 — співробітник Одеського Благодійного фонду "Дорога до дому". Головний редактор газет "Соціальні інвестиції", "Дорога до дому". Керівник національного проєкту "Червона картка дитячій бездоглядності" (вуличний футбол), під патронатом UNICEF.
У 2003 — 2006 роках навчався в Християнському гуманітарно-економічному відкритому університеті на факультеті соціальної психології. Здобув спеціальність соціальний психолог.
У 2008 — курс "Методика вивчення розширення ВІЛ-інфекції серед дітей та молоді, які живуть та працюють на вулиці", за участю тренерів організації "DOctors of the world-USA".
У 2009 — курс "Підлітки груп ризику" під егідою UNICEF.
Координатор національного проєкту "Вуличний футбол в Україні" та менеджер збірної України в чемпіонатах світу з футболу серед безпритульних (проводиться щорічно, починаючи із 2003 р.).
Учасник інших соціальних проєктів Благодійного фонду "Дорога до дому"

## Реалізовані проєкти
- Чемпіонат світу з футболу серед безпритульних — футбольний турнір серед осіб зі статусом «безпритульний». Проводиться щорічно, починаючи із 2003 р. за фінансової підтримки союзу УЄФА і Міжнародної Мережі Вуличних Газет (INSP).

- Керівник національного проєкту "Червона картка дитячій бездоглядності" під патронатом UNICEF (вуличний футбол).

- Головний редактор газет "Соціальні інвестиції", "Дорога к дому".

## Див також
- Чемпіонат світу з футболу серед безпритульних
- Дорога до Дому. Благодійний фонд
- Вуличний футбол в Україні

## Посилення
- Вуличний футбол в Україні [Архівовано 12 жовтня 2016 у Wayback Machine.]
- The Way Home Foundation [Архівовано 29 липня 2016 у Wayback Machine.]
- Результаты на сайте RSSSF [Архівовано 5 березня 2016 у Wayback Machine.](англ.)
- Офіційний сайт [Архівовано 11 січня 2016 у Wayback Machine.]
- Україна виграла чемпіонат світу серед безпритульних  [Архівовано 5 травня 2012 у Wayback Machine.]
- Сборная Украины по уличному футболу – чемпион мира! [Архівовано 9 серпня 2016 у Wayback Machine.]